# Bukhara
Bukhārā (in uzbeco Buxoro; in russo Бухара?, Buchara; in persiano بخارا‎, Bukhārā; detta anche Bucara in italiano), capoluogo della regione di Bukhara, è una città dell'Uzbekistan, con una popolazione calcolata in 231 793 abitanti nel 2010.
La città svolse sempre un ruolo strategico grazie alla sua posizione sulla strada che collegava la Persia settentrionale e il Khorasan attraverso l'Oxus, l'Asia centrale e oltre, verso la Cina.

## Geografia fisica
Bukhara si trova nella regione del delta occidentale del fiume Zeravshan, a un'altitudine di 222 m slm, in quella che nell'antichità era nota come Sogdiana.

## Etimologia
Il toponimo deriva probabilmente dal termine sanscrito vihara, che designava un monastero buddista nei pressi di Numijkath, una città più antica di Bukhara che si fuse con quest'ultima.

## Storia

### L'epoca preislamica
Le informazioni riguardo alla storia preislamica di Bukhara sono scarse. Ai tempi di Alessandro Magno c'era un'altra città nella Sogdiana, oltre a Marakanda (Samarcanda) sul corso inferiore del fiume, ma probabilmente non corrispondeva all'odierna Bukhara. È certo che l'oasi fosse abitata già nei tempi antichi e che sicuramente vi erano state fondate delle città. Le prime menzioni di Bukhara risalgono alle fonti cinesi del VII secolo d.C., tuttavia l'antico toponimo Pwy'r trovato sulle monete potrebbe essere stato impiegato già diversi secoli prima.
Le fonti islamiche usano l'espressione Bukhar Khudat (o Bukhara Khudah) per riferirsi alle prime dinastie della città. Le antiche iscrizioni su moneta dimostrano che la lingua locale usata in epoca preislamica era almeno un dialetto del sogdiano. Il ritrovamento di iscrizioni che attestano l'esistenza di alcuni re sogdiani non è tuttavia sufficiente per ricostruire accuratamente la storia della Bukhara preislamica.

### L'era islamica
I resoconti sulle prime incursioni arabe attraverso il fiume Oxus sono in parte leggendari e richiedono una lettura critica. Alcune fonti antiche riportano che il primo esercito arabo ad invadere Bukhara fosse guidato da Ubayd Allah ibn Ziyad (nel 674). Ai tempi, la città era governata dalla regina vedova di Bidun di Bukhara, che secondo lo storico Narshakhi avrebbe governato per 15 anni al posto del figlio Tughshada. Ṭabarī riporta che nel 710 Tughshada venne insediato come principe di Bukhara da Qutayba ibn Muslim.
Nel 739 Tughshada venne assassinato nell'accampamento del governatore del Khorasan Nasr ibn Sayyar, il quale dovette sedare numerose rivolte durante il suo regno. I turchi ne approfittarono più volte per invadere la città, ma nel 730 gli arabi riassunsero il controllo grazie a Qutayba, il figlio di Tughshada. Nel 750 il generale degli abbasidi Ziyad ibn Salih al-Khuza'i riuscì a sedare con successo una rivolta, ma poco dopo venne condannato a morte per apostasia dal suo superiore Abu Muslim.
Dopo questo periodo, la dinastia dei Bukhar Khudat perse sempre più importanza politica, sebbene i samanidi avessero loro concesso dal tesoro statale lo stesso reddito (20.000 dirham) che in precedenza derivava dalle loro proprietà. Oltre a loro, in città vi era sempre un emiro arabo subordinato agli emiri del Khorasan, i quali avevano la loro sede a Merv. Tra il III e il IX secolo la sede degli emiri del Khorasan venne spostata a Nishapur, e di conseguenza Bukhara passò in mano ai Tahiridi, ma dopo la caduta di questi la città tornò definitivamente sotto il controllo sasanide, che ne fecero la sede di un grande regno, sebbene non eguagliasse mai Samarcanda per dimensioni o ricchezza.
In epoca sasanide Bukhara vide nascere il nuovo rinascimento letterario persiano. Analogamente ad altre città persiane, era costituita da una cittadella (arg), dal borgo vero e proprio (in arabo madina e in persiano sharistan) e dai sobborghi (raba), tutti e tre situati tra la città originaria e le mura costruite in epoca musulmana. La cittadella ha sempre mantenuto la stessa posizione, ovvero a est della piazza che è ancora nota come Registan, e ospitava il palazzo dei governatori e la più antica moschea del Venerdì, eretta da Qutayba presumibilmente sul sito di un tempio pagano, che venne anche adibita a ufficio delle entrate (diwan al-kharaj).
Con la caduta dei sasanidi nel 999, la città passò nelle mani dei Karakhanidi e perse gran parte della sua precedente importanza politica, sebbene continuasse a mantenere la grande reputazione di centro di cultura islamica. Si susseguirono diversi clan al potere, come la famiglia di studiosi Āl-i Burhān e i Kara Khitay, sino alla definitiva sottomissione a Gengis Khan nel 1220, il quale incendiò e saccheggiò la città.
Sotto i successori di Gengis Khan la città si riprese presto. I Mongoli riuscirono a sedare con successo una rivolta capeggiata da un certo Maḥmud Tarabi che si spacciava per un capo religioso. Del primo periodo mongolo si sa che i mullā e i sayyid, così come il clero di altre religioni, erano esentati da ogni tassazione, e che una principessa mongola cristiana costruì persino una madrasa chiamata Khaniyya a proprie spese. Dopo questo periodo Bukhara passò sotto i Chagatai e i timuridi, e pare non ebbe una significativa rilevanza nella politica della Transoxiana.
La città tornò a svilupparsi considerevolmente grazie ai sovrani shaybanidi Ubaidullah Khan e Abdullah Khan II durante il Khanato di Bukhara. Nel XVI e XVII secolo fu coinvolta in ricchi traffici mercantili con l'Impero safavide, con i paesi del Golfo Persico, con l'Impero Moghul, con gli altri khanati dell'Asia centrale, con la Siberia e con la Russia moscovita. Tessuti e pellicce erano articoli importanti in questo commercio, e la tratta degli schiavi continuò nei khanati dell'Asia centrale fino alla fine del XIX secolo. Inoltre, gli ebrei di Bukhara ebbero un ruolo importante nel commercio e nell'artigianato locale. Tra il 1261 e il 1264 vi vissero per tre anni Niccolò e Matteo Polo, prima di partire verso la corte di Kublai Khan. L'ultimo grande regno del Khanato di Bukhara fu quello di Abdoullaziz Khan.

### L'ingerenza russa e gli anni successivi
Nel 1785 Shah Murad si autoproclamò emiro di Bukhara. Uno dei suoi successori, Muzaffar bin Nasrullah, fu costretto a sottomettersi all'Impero russo e a cedere una parte del suo regno, rendendo di fatto Bukhara un protettorato russo.
Dopo la rivoluzione russa Bukhara divenne parte della Repubblica Socialista Sovietica Uzbeka con capitale Tashkent e vi rimase fino al 1991, quando l'Uzbekistan ottenne l'indipendenza dall'Unione Sovietica. Continua a essere importante per la coltivazione del cotone e per l'industria tessile.

## Monumenti e luoghi d'interesse
Il centro della città storica è un gioiello. Alcuni dei monumenti principali sono: la moschea centrasiatica più antica, la Moschea Maghoki-Attar, probabilmente il luogo più sacro della città e il minareto Kalyan che fu quasi certamente alla sua costruzione l'edificio più alto dell'Asia centrale, e l'impressione che destava le valse di essere risparmiato dalla furia distruttrice di Gengis Khan.
Altri siti di grande interesse sono il Mausoleo di Ismail Samani (Ismā‘īl Sam‘ān), fondatore della dinastia dei Samanidi, vassalla dei Tahiridi, costruita con mattoni in terracotta; il Chasma Ayub, particolare mausoleo costruito sopra una fonte e infine il palazzo estivo degli ultimi Emiri della città.
Da non trascurare i bazar coperti con i suoi commercianti di tappeti.
Il complesso Po-i-Kalyan assieme al minareto Kalyan, alla moschea Kalyan e alla Madrasa Mir-i Arab
Nel 1993 Bukhara è stata dichiarata dall'UNESCO "Patrimonio dell'umanità".
In periferia si trova il complesso monumentale Bahoutdin.

### Elenco dei principali monumenti
- Lyab-i Hauz (complesso costituito da: Madrasa di Nadir Divanbegi, Khanqah di Nadir Divanbegi)
- Moschea Bolo Hauz
- Moschea Baland
- Complesso Khoja Gaukushan

### Madrase
- Char Minar madrasa
- Madrasa Kukeldash
- Madrasa di Nadir Divanbegi
- Madrasa Abdoullaziz Khan
- Madrasa Kosh
- madrasa Ulugh Beg

### Musei
- Casa di Fayzulla Khojaev
- Palazzo d'estate di Bukhara
- Ark di Bukhara
- Moschea Maghoki-Attar

## Eredità culturale
La città ricopre un ruolo fondamentale nella storia a fumetti Disney del 1962 Paperon de' Paperoni e la cintura bucariota.

## Galleria d'immagini

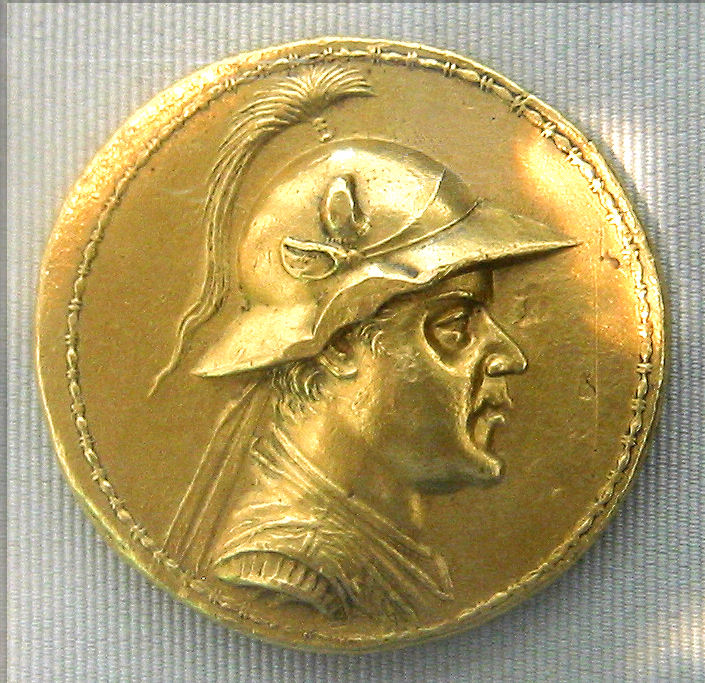
Moneta d'oro da 20 stateri del sovrano greco-battriano Eucratide (170-145 a.C.): la più grande moneta aurea coniata nell'antichità
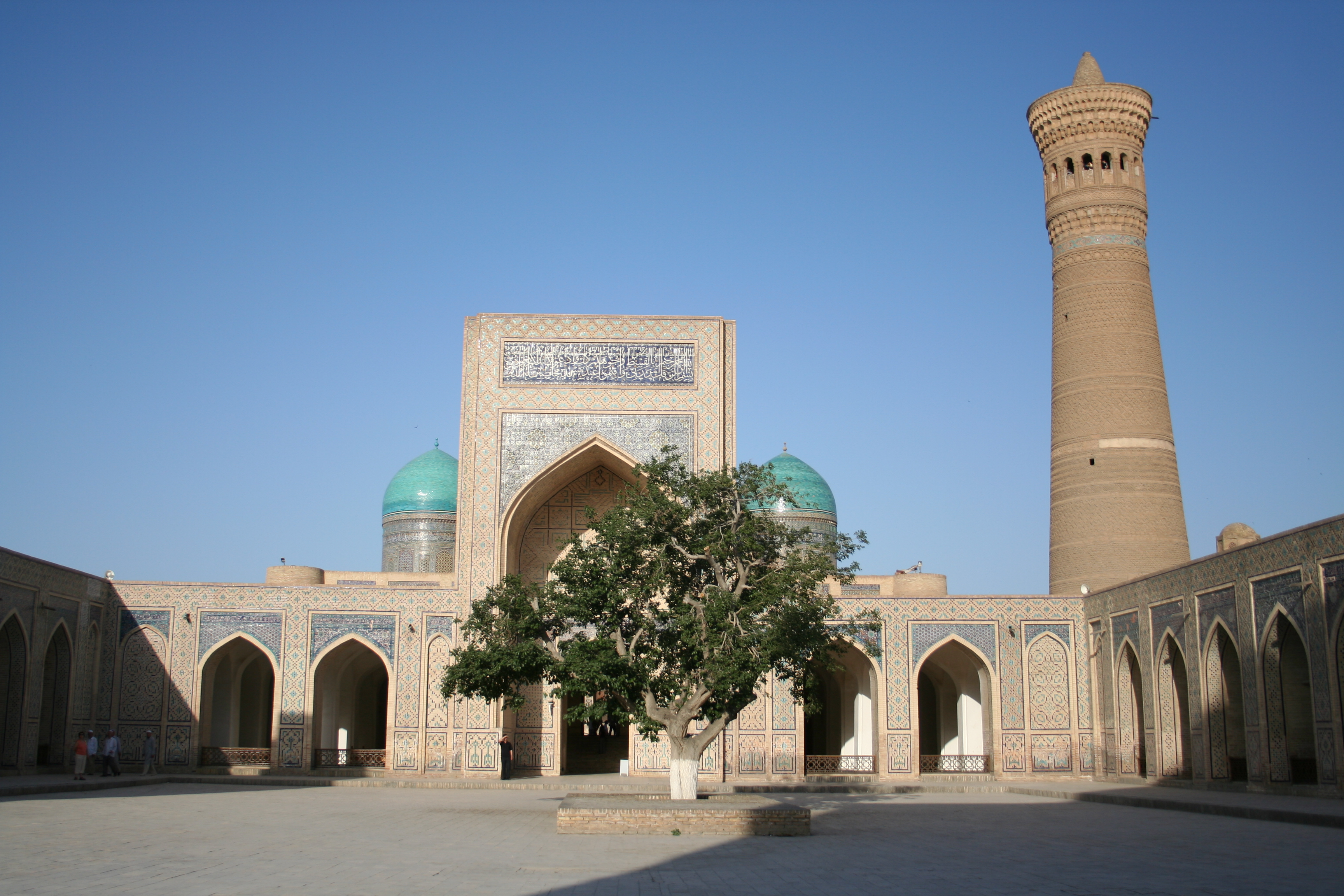
Moschea e minareto Kalon
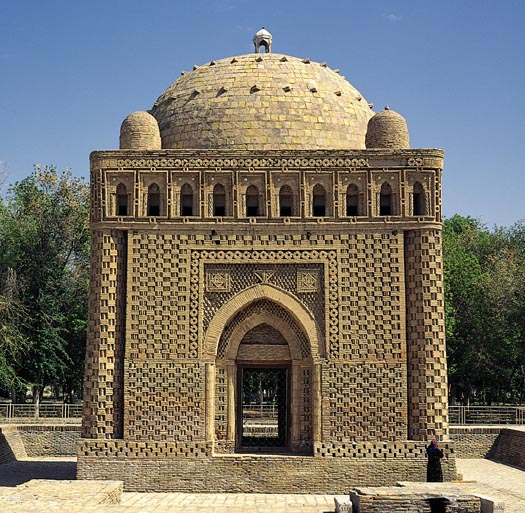
Il Mausoleo di Ismāʿīl Samānī (X secolo)
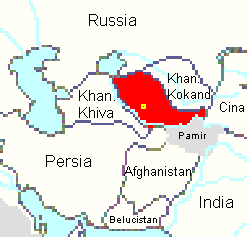
Khanato di Bukhara
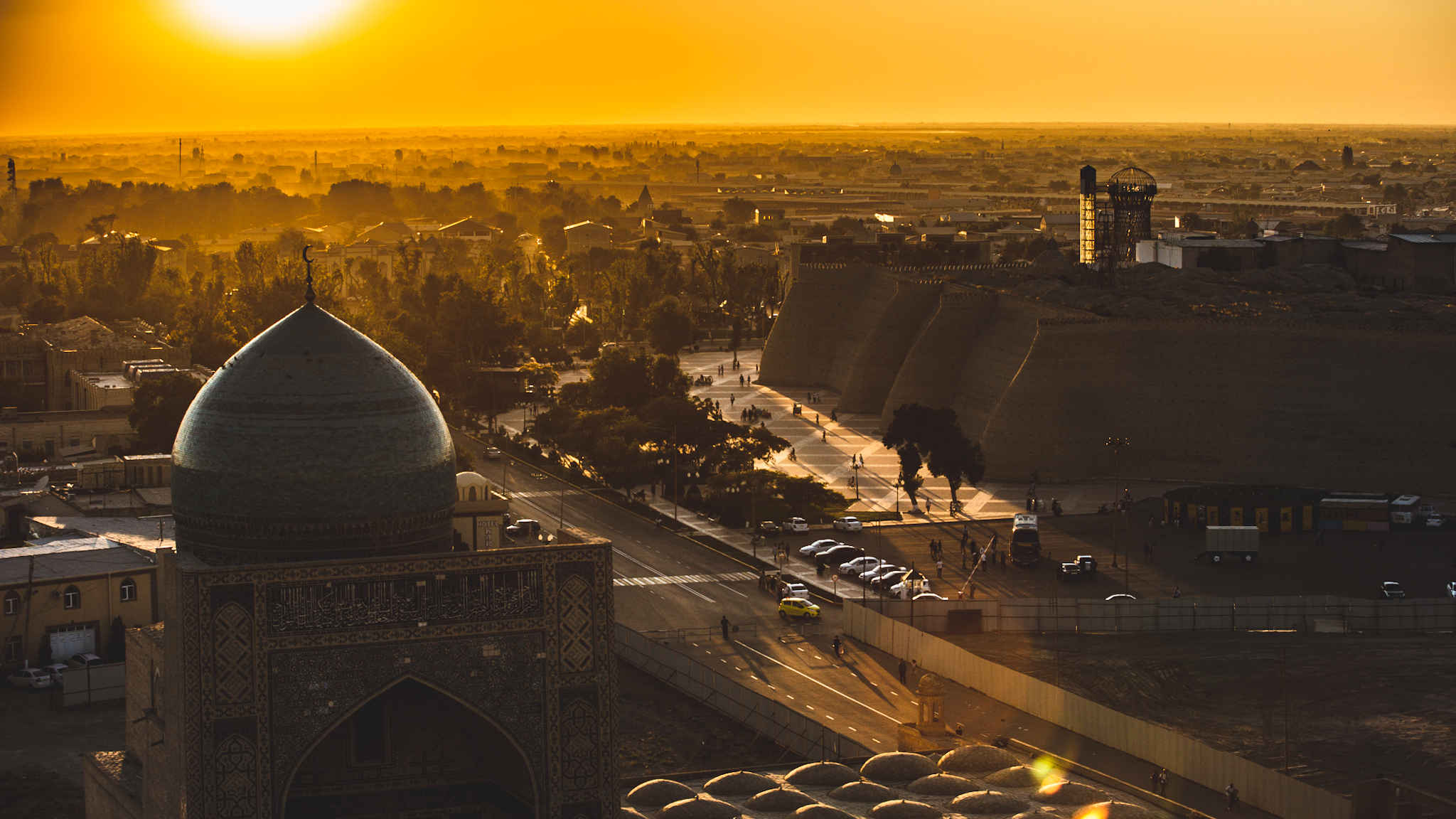
Panorama della città
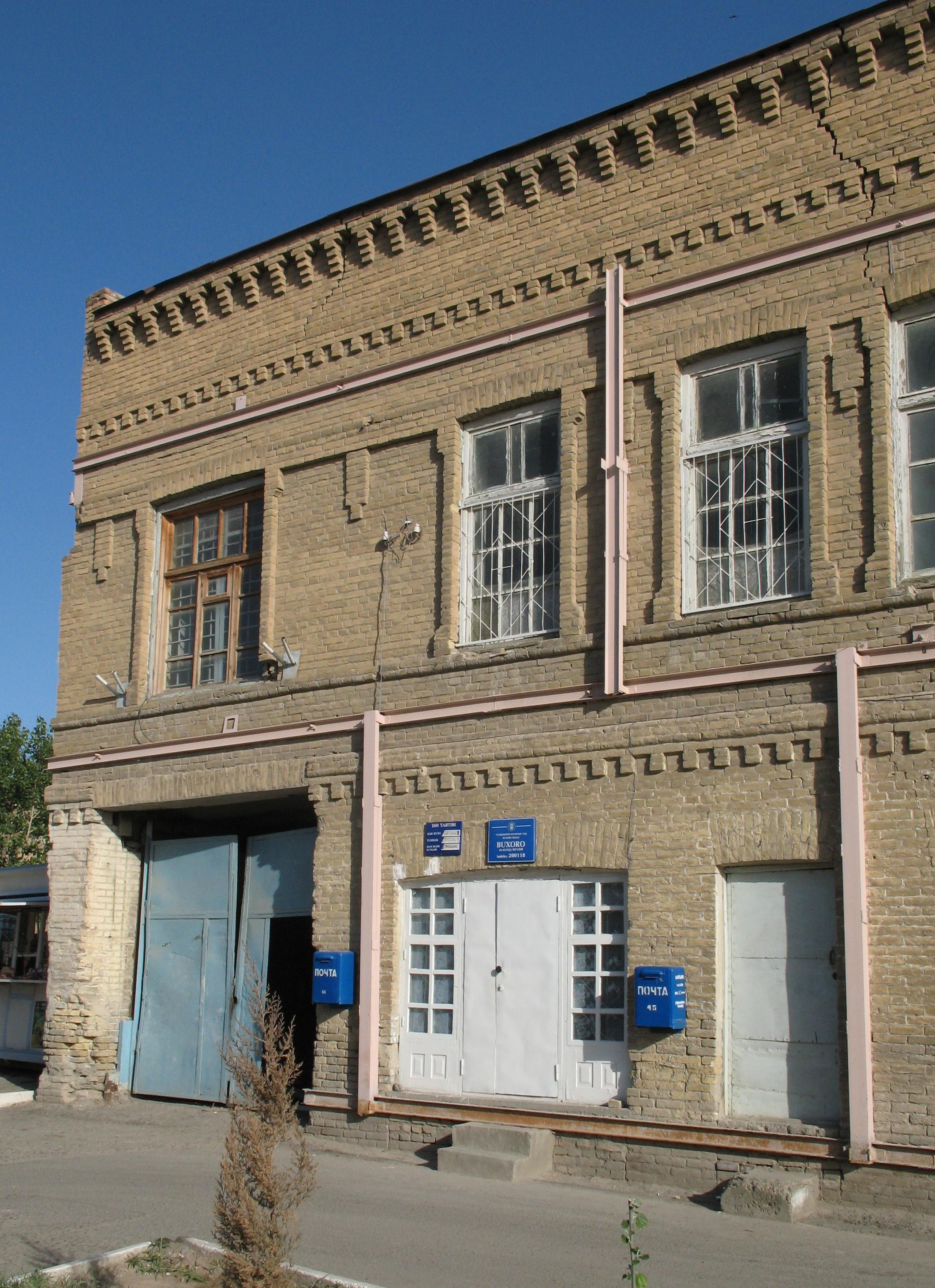
Ufficio postale